# كارلوس مونيوز
كارلوس مونيوز (بالإسبانية: Carlos Andrés Muñoz)‏ مواليد 2 فبراير 1992 في بوغوتا، هو سائق فورملا 1 كولومبي.

## سباقات شارك فيها
- بطولة فورمولا 3 البريطانية
- سلسلة إندي كار
- إنديانابوليس 500

## وصلات خارجية
- كارلوس مونيوز على موقع Racing-Reference.info (الإنجليزية)
- كارلوس مونيوز على موقع DriverDB.com (الإنجليزية)

- الموقع الرسمي